# 纯粹与应用数学杂志
《纯粹与应用数学杂志》（法語：Journal de Mathématiques Pures et Appliquées）是法国的一档数学月刊，由约瑟夫·刘维尔创立于1836年并担任主编至1874年。期刊最初由查尔斯·路易斯·艾蒂安·巴切莱特出版。1853年巴切莱特去世后，出版权转交给了他的女婿路易斯·亚历山大·约瑟夫·马莱，期刊也被打上“马莱-巴切斯特”的标记。1863年，期刊出版权被出售给了Gauthier-Villars，并由其保留了数十年。目前，期刊由爱思唯尔出版。根据2018年的期刊引证报告，影响因子为2.464。期刊文章主要由英语或法语写成。

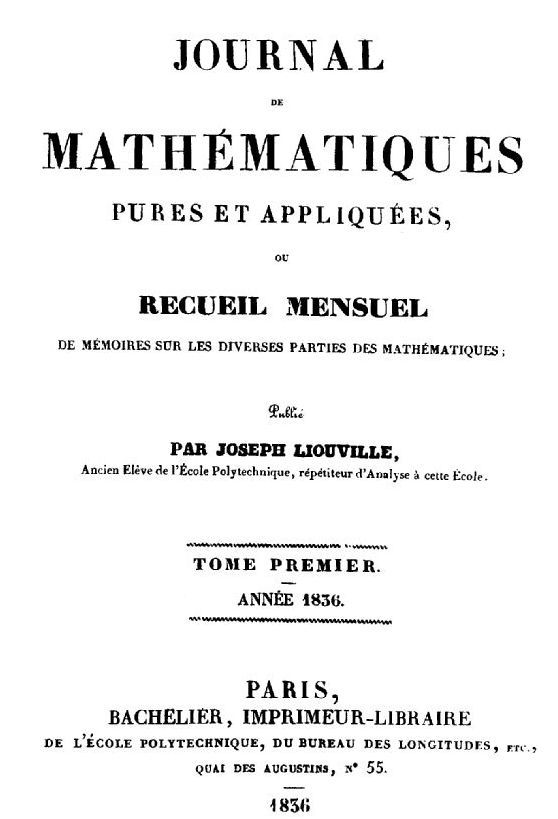
1836年杂志第一期的扉页

1945年以前的杂志期目可以在互联网档案馆或法国国家图书馆免费在线获取。从1997年开始的最近几期會於48个月后在期刊的官方网站上免费提供。